# Список глав государств в 864 году
Список глав государств в 863 году — 864 год — Список глав государств в 865 году — Список глав государств по годам

## Азия
- Аббасидский халифат — Ахмад аль-Мустаин, халиф (862 — 866)
  - Армянский эмират — Ашот I, ишхан (855 — 885)
  -  Алавиды — Хассан ибн-Зейд, эмир (864 — 884)
  -  Зийядиды — Ибрагим ибн Мухаммад, эмир (859 — 902)
  -  Саманиды — 
    - Ахмад ибн Асад, эмир (842 — 864)
    - Наср ибн Ахмад, эмир (864 — 892)

  -  Саффариды — Якуб ибн Лейс ас-Саффар, эмир (861 — 878)
  -  Табаристан (Баванди) — Карен, испахбад (837 — 867)
  -  Хорасан (Тахириды) — Мухаммед, эмир (862 — 873)
  - Яфуриды — Йафур ибн Абд ар-Рахман, имам (847 — 872)
- Абхазское царство — Димитрий II, царь (837 — ок. 872)
- Бохай (Пархэ) — Да Цяньхуан, ван (858 — 872)
- Вайтхали[англ.] — Павла Тенг Санда, царь[англ.] (849 — 875)
- Грузия —
  - Кахетия — Габриэль, князь[англ.] (861 — 881)
  - Тао-Кларджети — Баграт I, куроплат (839 — 876)
  - Тбилисский эмират — Мохаммед бен Халил, эмир (853 — 870)
- Индия — 
  - Венги (Восточные Чалукья) — Гунага Виджаядитья III, махараджа (849 — 892)
  - Гурджара-Пратихара — Михра Бходжа I, махараджа (836 — 890)
  - Западные Ганги — Эреганга Неетимарга I, махараджа (843 — 870)
  - Качари[англ.] — Вирочана, царь[англ.] (835 — 885)
  - Кашмир — Авантиварман, царь[нем.] (855 — 883)
  - Пала — Нараянапала, царь (855 — 908)
  - Паллавы (Анандадеша) — Нрипатунгаварман, махараджа (854 — 879)
  - Пандья — Варагунаварман II, раджа (862 — 880)
  - Парамара[англ.] — Сияка I, махараджа[англ.] (843 — 891)
  - Раштракуты — Амогхаварша I, махараджадхираджа (814 — 878)
  - Чола — Виджаялая, махараджа (848 — 881)
  - Ядавы (Сеунадеша) — Дридхапрахара, махараджа (860 — 870)
- Индонезия — 
  - Матарам (Меданг) — Локапала, шри-махараджа (850 — 890)
  - Сунда — Прабу Гайях Кулон, король (819 — 891)
- Камарупа — Балаварман III, царь (860 — 880)
- Караханидское государство — Кул Билга-хан, хан (840 — 893)
- Китай (Династия Тан) — И-цзун (Ли Цуй), император (859 — 873)
- Кхмерская империя (Камбуджадеша) — Рудраварман, император (ок. 860 — 877)
- Наньчжао — Цзинчжуан-хуанди (Мэн Шилун), ван (859 — 877)
- Паган — Пинбья, король[англ.] (846 — 878)
- Раджарата (Анурадхапура) — Сена I, король (846 — 866)
- Силла — Кёнмун, ван (861 — 875)
- Тямпа — Индраварман II, князь (ок. 854 — ок. 898)
- Ширван — Хайсам ибн Халид, ширваншах (861 — 881)
- Япония — Сэйва, император (858 — 876)

## Африка
- Гао — Конкодьей, дья (ок. 850 — ок. 880)
- Берегватов Конфедерация — Юнус ибн Ильяс, король (ок. 842 — ок. 888)
- Идрисиды — Йахйа ибн Йахйа, халиф Магриба (863 — 866)
- Ифрикия (Аглабиды) — 
  - Зийадаталлах ибн Мухаммад, эмир (863 — 864)
  - Абу-ль-Гараник Мухаммад ибн Ахмад, эмир (864 — 875)
- Канем — Фуне, маи (ок. 835 — ок. 893)
- Макурия — Израэль, царь (ок. 860 — ок. 870)
- Некор[англ.] — 
  - Салих II ибн Саид, эмир[англ.] (803 — 864)
  - Саид II ибн Салих, эмир[англ.] (864 — 916)
- Рустамиды — Абу Саид Афлах ибн Абд ал-Ваххаб, имам (823 — 872)
- Сиджильмаса — Мидрар аль Мунтасир, эмир (823 — 867)

## Европа
- Англия — 
  - Восточная Англия — Эдмунд Мученик, король (855 — 870)
  - Думнония — Ферфердэн ап Мордаф, король (850 — 865)
  - Мерсия — Бургред, король (852 — 874)
  - Нортумбрия — Осберт, король (848 — 867)
  - Уэссекс — Этельберт, король (858 — 865)
- Блатенское княжество — Коцел, князь (860 — 876)
- Болгарское царство — Борис I, князь (852 — 889)
- Венецианская республика — 
  - Пьетро Традонико, дож (836 — 864)
  - Орсо I Партечипацио, дож (864 — 881)
- Византийская империя — Михаил III, император (842 — 867)
- Волжская Булгария — Айдар, хан (815 — ок. 865)
- Восточно-Франкское королевство — Людовик II Немецкий, король (843 — 876)
  - Бавария — Людовик II Немецкий, король (817 — 865)
  - Саксония — Людольф, граф (герцог) (840 — 866)
  - Тюрингия — Тахульф, маркграф (849 — 873)
- Дания — Хорик II, король (814 — ок. 867)
- Западно-Франкское королевство — Карл II Лысый, король (843 — 877)
  - Аквитания — 
    - Пипин II, король (854 — 864)
    - Карл III Дитя, король (855 — 866)

  - Ампурьяс — 
    - Суньер II, граф  (862 — 915)
    - Дела, граф  (862 — 894/895)

  - Ангулем — Эменон, граф (863 — 866)
  - Барселона — Гумфрид, граф (857/858 — 864)
  - Бретань — Саломон, король (857 — 874)
    - Ванн — Паскветен, граф (851 — 877)
    - Нант — Саломон, граф (852 — 870)

  - Васкония — 
    - Санш II Санше, герцог (852 — 864)
    - Арно, герцог (864)
    - Санш III Митарра, герцог (864 — ок. 893)

  - Готия — Гумфрид, маркиз (857/858 — 864)
  - Жирона — Отгер, граф (862 — 870)
  - Каркассон — Гумфрид, граф (ок. 863 — ок. 865)
  - Конфлан — Саломон, граф (ок. 860 — ок. 870)
  - Мэн — Роргон II, граф (853 — 865)
  - Нормандская марка — 
    - Адалард, маркиз (861 — 865)
    - Удо, маркиз (861 — 865)
    - Беренгар I, маркиз (861 — 865)

  - Овернь[англ.] — Бернар I, граф (846 — 866)
  - Отён — 
    - Бернар Плантвелю, граф (863 — 864)
    - Роберт Сильный, граф (864 — 866)

  - Париж — Роберт Сильный, граф, маркграф Бретонской марки (ок. 860 — 866)
  - Пуатье — Рамнульф I, граф (844 — 866)
  - Руссильон — Гумфрид, граф (857/858 — 864)
  - Руэрг — Гумфрид, граф (863 — 864)
  - Серданья — Саломон, граф (848 — 870)
  - Труа — Рудольф I, граф (858 — 866)
  - Тулуза — Гумфрид, маркграф (863 — 864)
  - Урхель — Саломон, граф (848 — 870)
  - Фландрия — Бодуэн I Железная Рука, граф (863 — 879)
  - Шалон — Экхард, граф (863 — 877)
- Ирландия — Аэд Финдлиат, верховный король (862 — 879)
  - Айлех — Аэд Финдлиат, король (ок. 855 — 879)
  - Коннахт — Конхобар I, король (848 — 882)
  - Лейнстер — Дунланг мак Муйредайг, король (863 — 869)
  - Миде — 
    - Лоркан мак Катайл, король (862 — 864)
    - Доннхад мак Эохокайн, король (864 — 877)

  - Мунстер — Кенн Фаэлад Уа Мугтигирн, король (859 — 872)
  - Ольстер — Каталан мак Индрехтейг, король (857 — 871)
- Испания —
  - Арагон — Галиндо I Аснарес, граф (844 — 867)
  - Астурия — Ордоньо I, король (850 — 866)
    - Кастилия — Родриго, граф (850 — 873)

  - Кордовский халифат — Мухаммад I, эмир (852 — 886)
  - Наварра — Гарсия I Иньигес, король (851/852 — 882)
- Италия —
  - Беневенто — Адельхиз, князь (854 — 878)
  - Гаэта — Константин, консул[англ.] (839 — 866)
  - Капуя — Ландульф II, князь (863 — 879)
  - Неаполь — 
    - Сергий I, герцог (840 — 864)
    - Григорий III, герцог (864 — 870)

  - Салерно — Гвефер, князь (861 — 880)
- Киевское княжество —
  - Аскольд, князь (ок. 864 — 882)
  - Дир, князь (ок. 864 — 882)
- Критский эмират — Саид I, эмир (841 — 880)
- Лотарингия — Лотарь II, король (855 — 869)
- Моравия Великая — Ростислав, князь (846 — 870)
- Новгородское княжество — Рюрик, князь (862 — 879)
  - Белоозерская земля — Синеус (ок. 862 год — 864 год)
  - Изборская земля — Трувор (ок. 862 год — 864 год)
- Паннонская Хорватия — Светимир, князь (838 — ок. 880)
- Папская область — Николай I Великий, папа римский (858 — 867)
- Приморская Хорватия — 
  - Трпимир I, герцог (845 — 864)
  - Здеслав, герцог (864, 845 — 879)
  - Домагой, герцог (864 — 876)
- Прованс (Нижняя Бургундия) — Людовик II, король (863 — 875)
  - Вьенн — Жерар II, граф (844 — 870)
- Сербия — Мутимир, князь (ок. 851 — 891)
- Италийское королевство — Людовик II, король Италии, император Запада (855 — 875)
  - Сполето — Ламберт II, герцог (860 — 871, 876 — 880)
  - Тосканская марка — Адальберт I, маркграф (846 — 886)
  - Фриульская марка — Эбергард, маркграф (846 — 866)
- Уэльс —
  - Брихейниог — Элисед I, король (840 — 885)
  - Гвент — Фернвайл III ап Мейриг, король (860 — 880)
  - Гвинед — Родри ап Мервин, король (844 — 878)
  - Гливисинг — Хивел ап Рис, король (856 — 886)
  - Сейсиллуг — Гугон ап Меуриг, король (808 — 871)
- Хазарский каганат — Аарон I, бек (? — ок. 870)
- Шотландия —
  - Альба — Константин I, король (862 — 877)
  - Стратклайд (Альт Клуит) — Артгал ап Думнагуал, король (850 — 872)

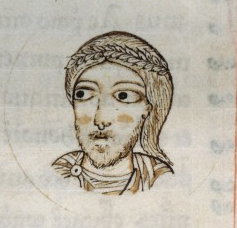
Людовик II 855-875 Император Запада
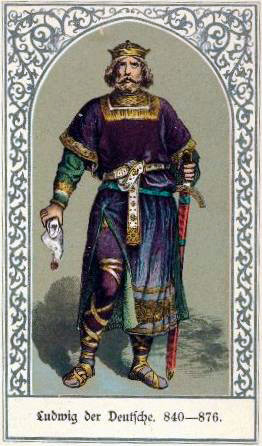
Людовик II Немецкий 843-876 Король Восточно-Франкского королевства
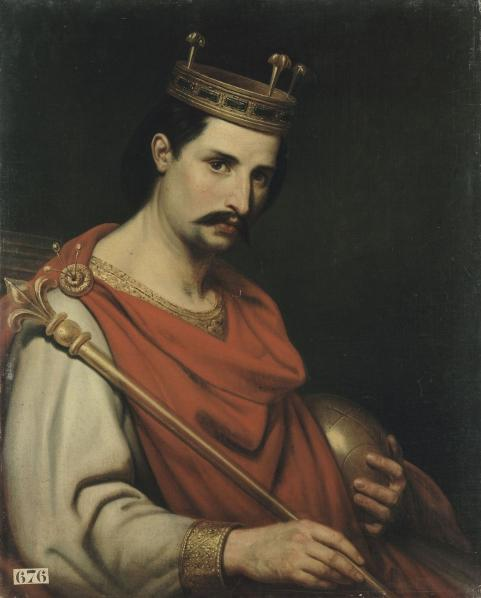
Карл II Лысый 843-877 Король Западно-Франкского королевства
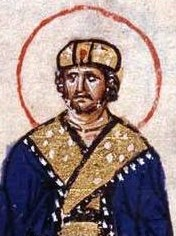
Михаил III 843-867 Император Византии
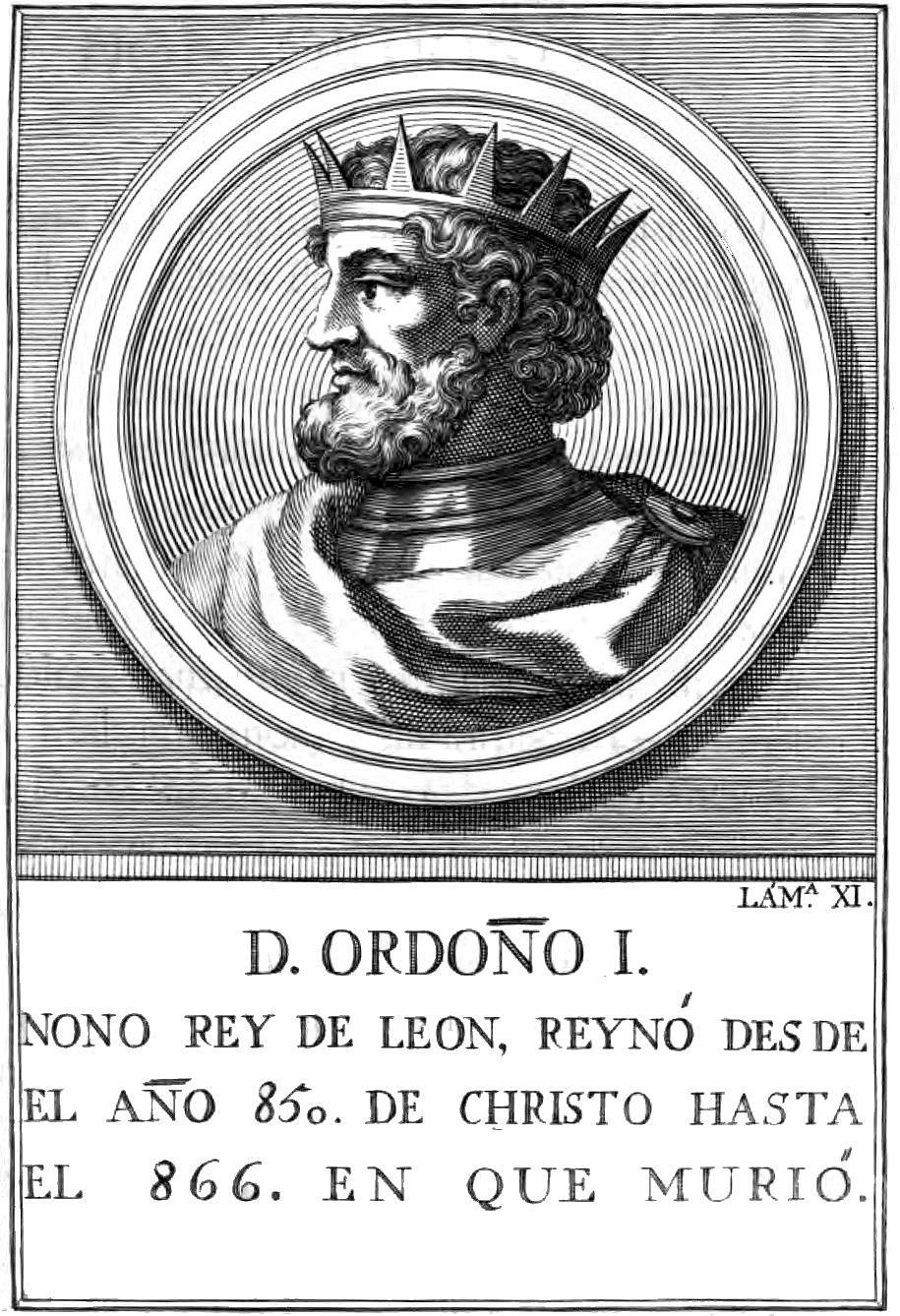
Ордоньо  I 850-866 Король Астурии
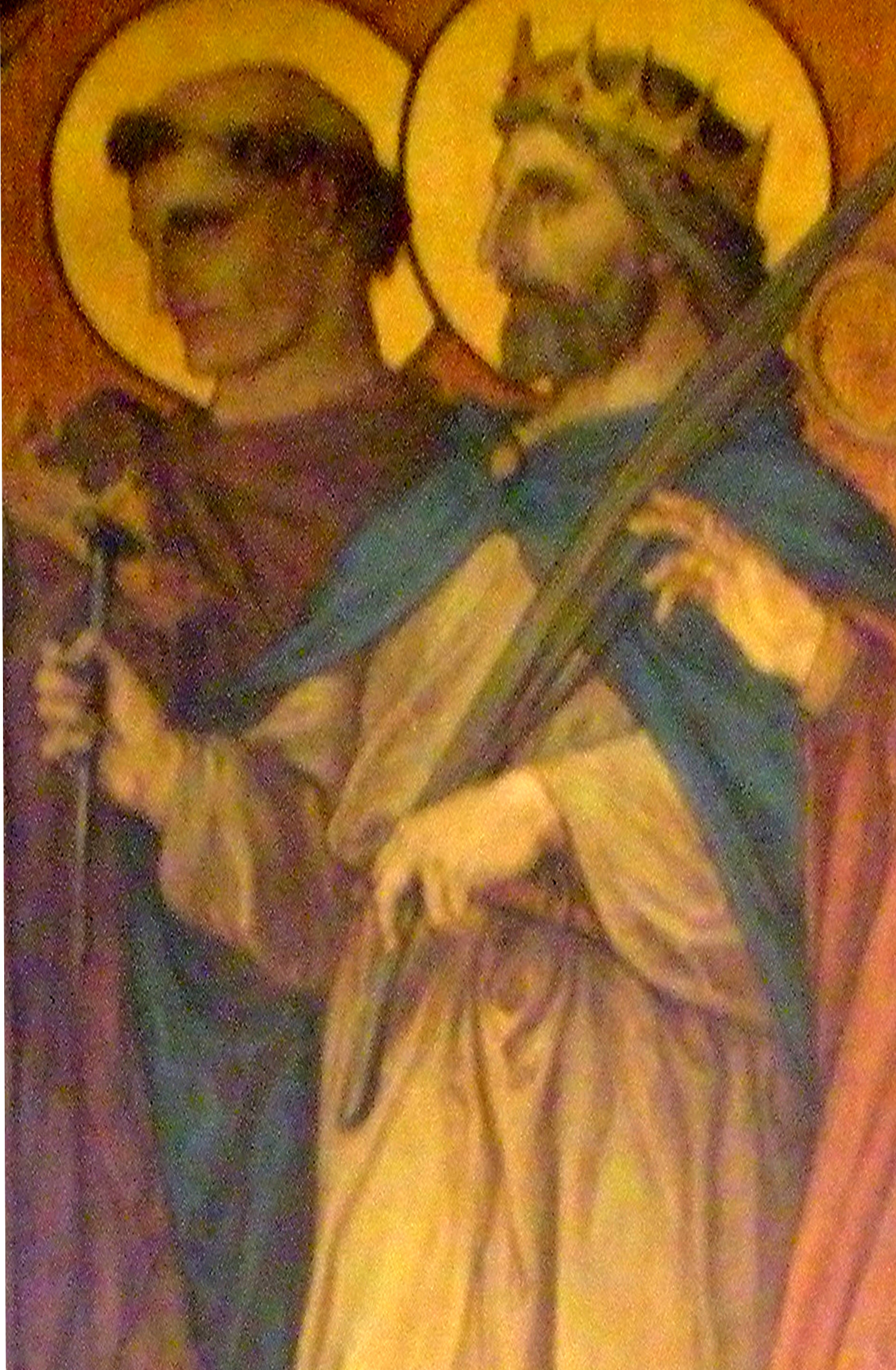
Саломон 857-874 Король Бретани
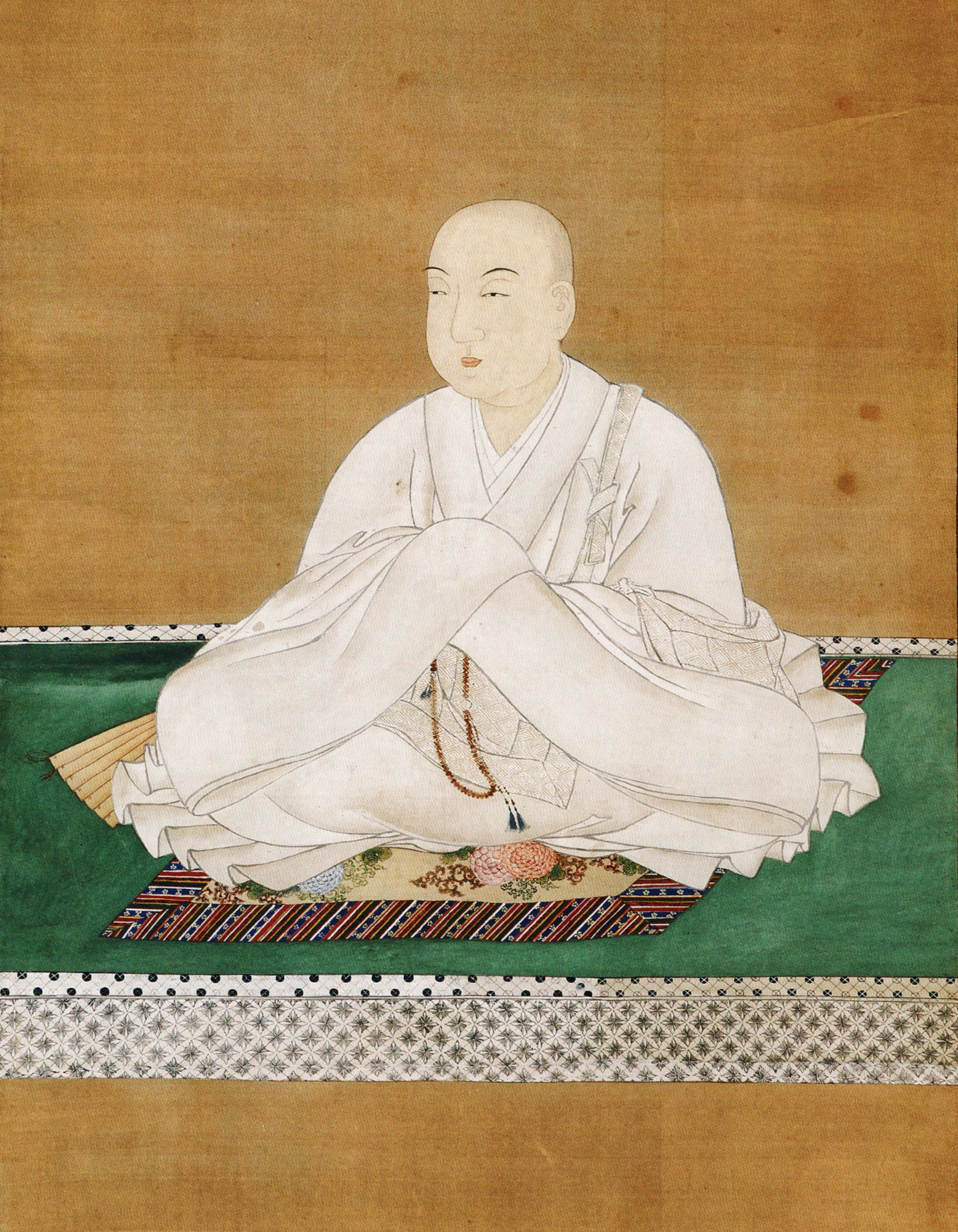
Сэйва 858-876 Император Японии
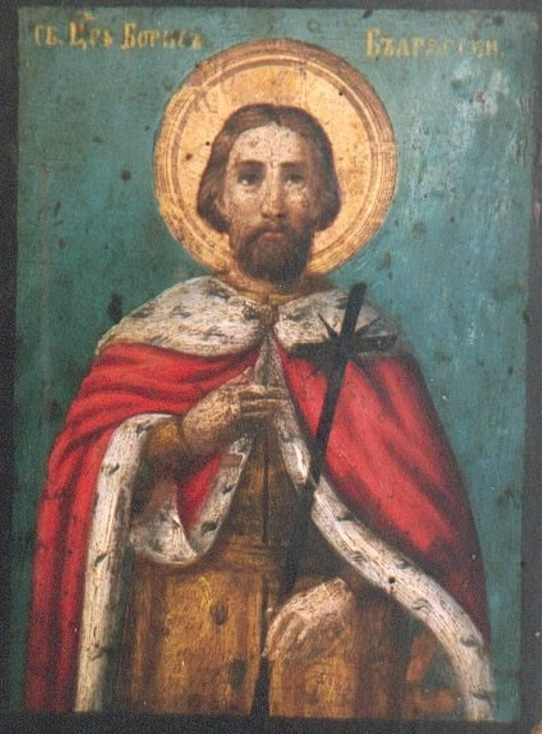
Борис I 852-889 Хан Болгарии
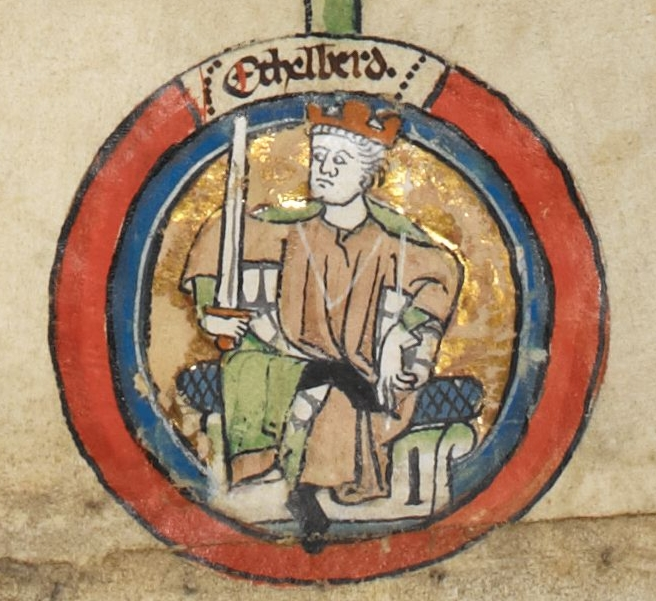
Этельберт 858-865 Король Уэссекса
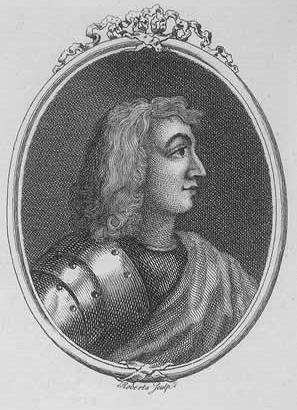
Константин  I 862-877 Король Шотландии
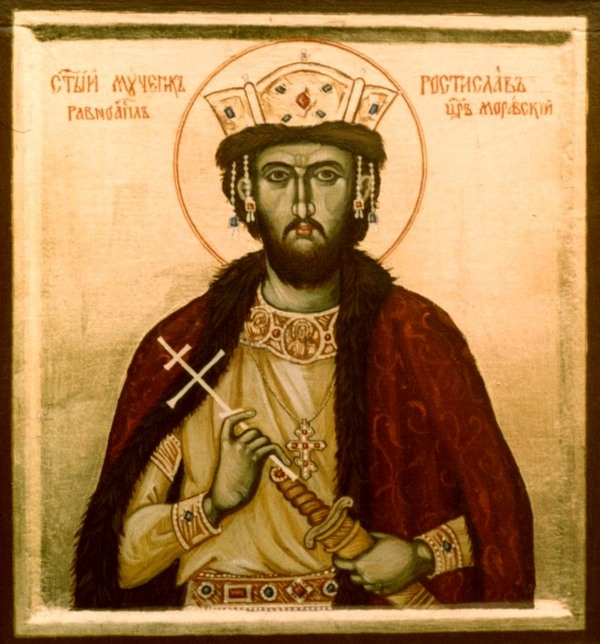
Ростислав 846-870 Князь Великой Моравии
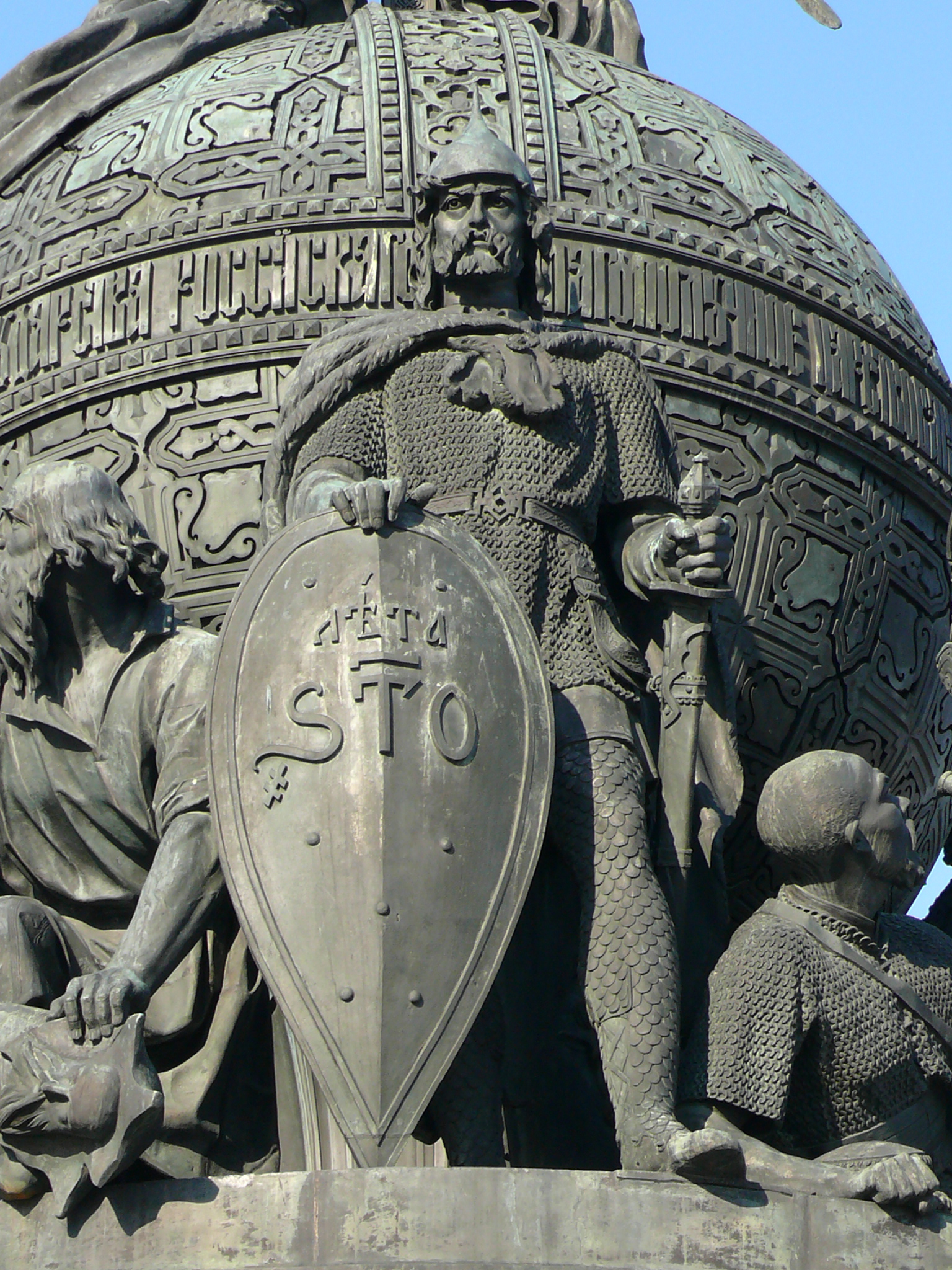
Рюрик 862-879 Князь Новгородский
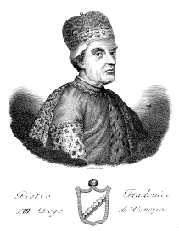
Пьетро Традонико 836-864 Дож Венеции
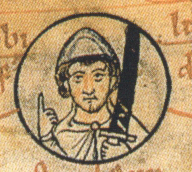
Людольф 840-866 Граф (герцог) Саксонии
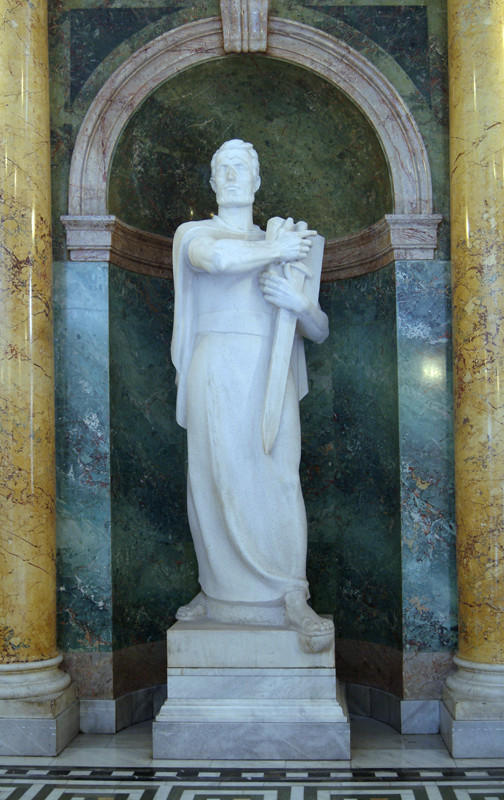
Коцел 860-876 Князь Блатенского княжества
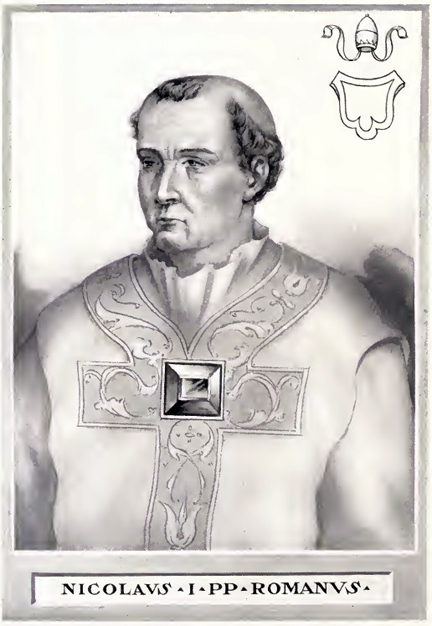
Николай I Великий 858-867 Папа римский